# ハードウィックステークス
ハードウィックステークス（Hardwicke Stakes）はイギリスのアスコット競馬場で毎年6月に行われる競馬の競走である。

## 概要
この競走は19世紀にバックハウンド管理長官を務めた第5代ハードウィック伯爵に敬意を表して名付けられた。1879年に創設され、当初は3歳以上の馬を対象としていた。最後に3歳馬が勝利したのは1949年のHelioscopeである。
現在は5日間にわたって開催されるロイヤルアスコット開催の最終日に施行されており、翌月のキングジョージ6世&クイーンエリザベスステークスの前哨戦としてこの競走に出走する馬は多い。同年に両競走を優勝した馬は、1954年のオリオールが最初で、直近では2010年のハービンジャーである。

## 歴代優勝馬（2000年以降）
- 2000  Fruits of Love
- 2001  Sandmason
- 2002  Zindabad
- 2003  Indian Creek
- 2004  Doyen
- 2005  Bandari
- 2006  Maraahel
- 2007  Maraahel
- 2008  Macarthur
- 2009  Bronze Cannon
- 2010  Harbinger
- 2011  Await the Dawn
- 2012  Sea Moon
- 2013  Thomas Chippendale
- 2014  Telescope
- 2015  Snow Sky
- 2016  Dartmouth
- 2017  Idaho
- 2018  Crystal Ocean
- 2019  Defoe
- 2020  Fanny Logan
- 2021  Wonderful Tonight
- 2022  Broome
- 2023  Pyledriver
- 2024  Isle Of Jura
- 2025  Rebel's Romance